# Chalybion californicum

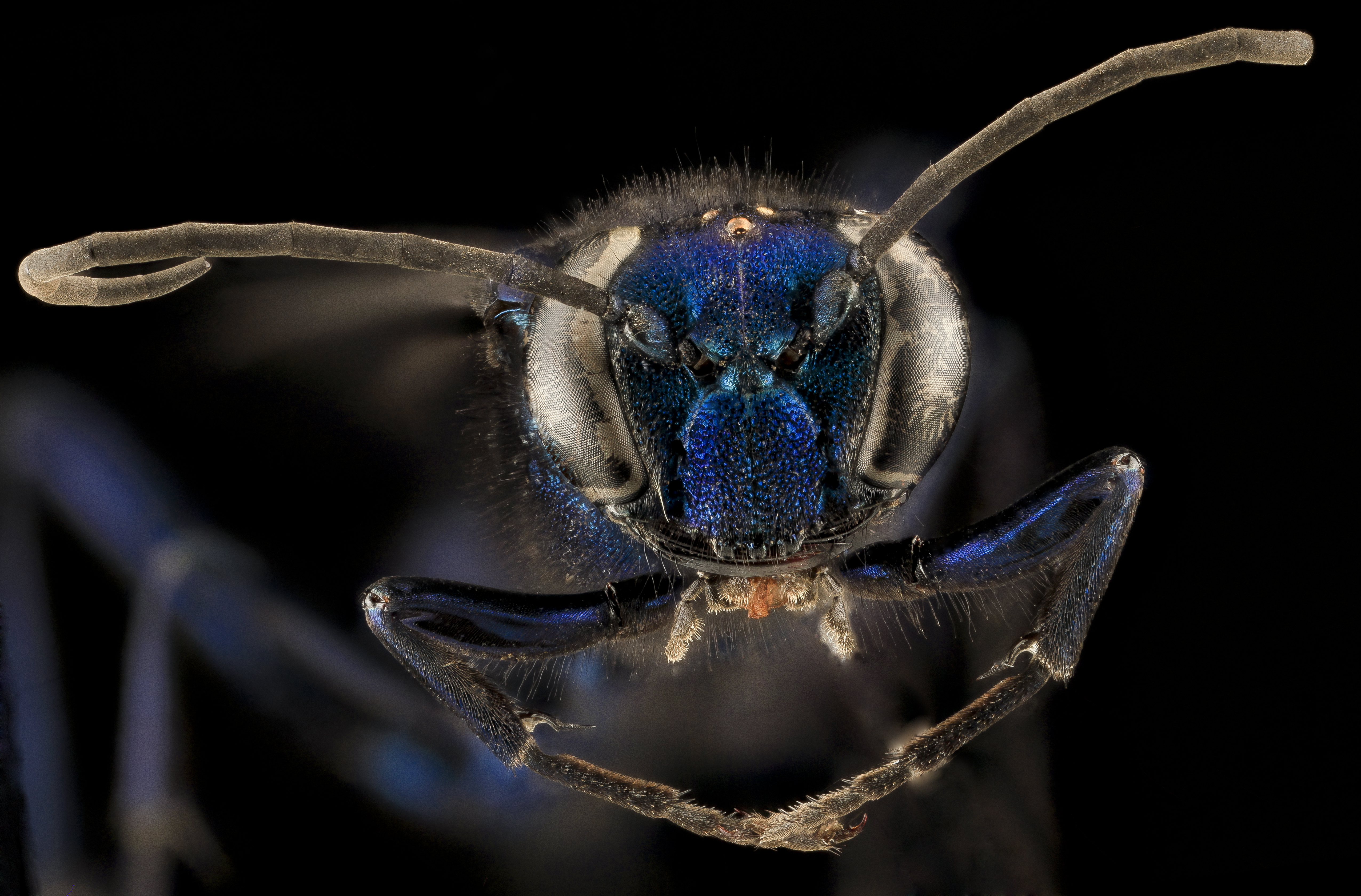
Chalybion californicum, голова самки

Chalybion californicum (лат.) — вид роющих ос рода Chalybion из семейства Sphecidae (Sceliphrinae). Северная Америка.

## Распространение
Встречается в Северной Америке от Канады до Мексики, включая большую часть США, но при помощи человека расселившаяся по Гавайам, Бермудам и Европе (Хорватия).

## Описание
Крупные осы (около 2 см) металлически блестящего синего или чёрного цвета. Усики самок 12-члениковые, у самцов состоят из 13 сегментов. Длина самок от 16,9 до 22,5 мм, самцы от 13 до 16,5 мм. Жвалы без внутреннего субапикального зубца. Клипеус самки с 5 зубцами, у самца три зубца по переднему краю. Опушение головы и груди чёрное. Важным отличительным признаком является более длинная и узкая «талия» (петиоль — участок между грудью и брюшком). Самки строят гнёзда из глины в защищенных местах, часто под карнизами зданий. Охотятся на пауков.
Самки могут строить свои собственные гнёзда, но часто восстанавливают гнёзда, оставленные другими осами и пчёлами, особенно часто осами Sceliphron camentarium, удаляя любых пауков, пойманных  S. camentarium  и её личинку, заменив её собственным яйцом и свежепойманными пауками.
Обычно Chalybion californicum не агрессивен по отношению к людям.

## Классификация
Вид был описан в 1867 году швейцарским энтомологом Анри де Соссюром под названием Pelopeus californicus Saussure, 1867, включён в номинативный подрод Chalybion, в составе которого формирует одноимённую монотипическую видовую группу (триба Sceliphrini из подсемейства Sceliphrinae, Sphecidae).